# 按司

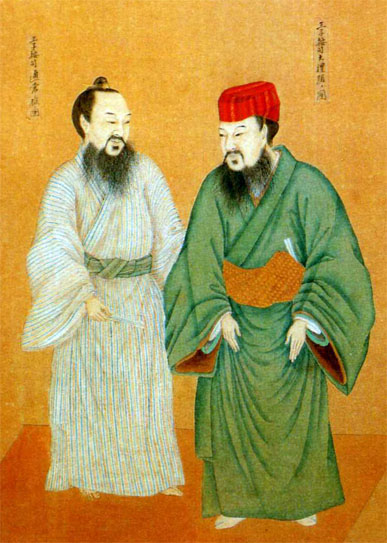
按司。右が大礼服、左が通常服の姿。

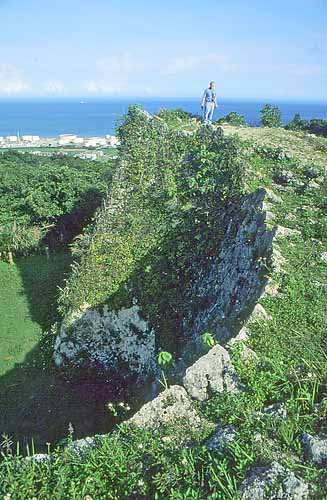
グスク跡

按司（あじ、または、あんじ）は、琉球諸島および奄美群島に存在した称号および位階の一つ。
琉球、奄美に王制が普請される以前は、グスク（城）やハラ、モリ（盛）を拠点とする地方豪族の首長やその家族の称号として使われた。この意味で奄美では特に「アジ」と片仮名書きをする。
王制が整った後は、王族のうち、王子の次に位置し、王子や按司の長男（嗣子）がなった。琉球の王制では特に、国王家の分家が按司家と呼ばれるようになり、これは日本の宮家に相当する。他に按司は王妃、未婚王女、王子妃等の称号にも用いられた。古くは王号の代わりとして、また、地方の支配者の称号として用いられていた。

## 歴史

### グスク時代（12世紀～14世紀）
按司は、アジ、アンジ、アズなどと発音し、琉球諸島各地の方言に従い変化する。沖縄本島南部はアジと発音し、先島地方ではアズと発音する。アジは、もともと主（あるじ）からの転訛であると言われている（伊波普猷説）。それゆえ、漢字の按司は当て字である。
『中山世譜』等の史書によると、昔、一組の女神と男神が琉球の島々を造ったとされる。この琉球に天帝子という人物が住み着き、三男二女をもうけた。長男は天孫といい、国君（王）の始めとなり、次男は按司（諸侯）の始めとなり、三男は百姓（平民）の始めとなった。長男・天孫の家系は、25代・17802年間続いた。いわゆる天孫氏王統の物語であるが、これは神話的伝承である。
歴史的には、按司は農耕社会が成立したグスク時代の12世紀頃から琉球諸島、奄美群島の各地に現れた、グスク（城）などを拠点とする地方豪族の首長やその家族など、貴人の称号として使われた。
元来、琉球には、王号や王子号がなく、その代わりに按司（あじ、あんじ）の称号が用いられていたのである。按司は、他に「世の主（よのぬし）」、「世主（せいしゅ、よぬし）」などとも呼ばれていた。これらは概ね国王、領主、豪族などに近い。
琉球での正式の王号の使用は、明に朝貢して冊封を受けて以降と考えられている。1404年、察度王統の二代・武寧（1356年 - 1406年）の時、明の永楽帝が冊封使を派遣し、武寧を中山王に冊封した。これが琉球最初の冊封である（初代・察度が1372年に初めて朝貢した際、王爵を受けたとの説もある）。後世の史書では、察度王統以前にあったとされる舜天王統や英祖王統の歴代君主にも王号が用いられているが、これは史書編纂の折などに、王に相当する人物ということで王号が用いられたと推測される。実際には、某按司と称していたと思われる。同様に、王子号の使用も王号以降のことである。
この他、大型グスクの城主など、国王に仕え、またしばしば叛くような実力者の事を、琉球の外交文書の漢語記載を元に「寨官（さいかん）」と呼び、安里進がこれをよく用いている。
なお、歴史学上の古い文書や、各時代の中山・首里から遠い地方では、按司（あんじ）の他に「大主（うふす、うふしゅ、たいしゅ）」、「大親（うふや）」なども見られる。また、16世紀までに琉球王国に征服された奄美や先島には独自の称号がある。奄美群島の「大親（うふぬし、うふや）」や宮古諸島の「豊見親（とぅゆみゃ）」などがある。古くには「大屋子（おやけ）」などもある。これらは概ね豪族、名主などに近い。

### 第一尚氏王統（1406年～1469年）
1406年、佐敷按司・巴志（1372年 - 1439年、後の尚巴志王）は武寧王を滅ぼし、父・思紹（1354年 - 1421年、尚思紹王）を中山王の位に就かせた。翌年、思紹は武寧王の世子（世継ぎ）と偽って明へ使者を派遣し、武寧王の薨去を告げると、正式に王爵を受け継いだ。第一尚氏王統の始まりである。思紹が亡くなると、巴志が1422年、中山王に即位した。巴志は1429年に南山王・他魯毎を滅ぼし、琉球を統一した。そして、翌年には明から尚姓を賜わり、尚巴志と名乗った。
第一尚氏王統下では、按司は王号に次ぐ称号として、地方豪族の首長の称号などに用いられた。また、王の子の一部も按司を称した。実際、後世の史書の記述では、王の子は、王子と記されている者（例：尚巴志王次男・今帰仁王子、後の尚忠王）がいたり、按司と記されている者（例：尚巴志王四男・八江瀬按司）がいたりと、表記に揺れがあり一律ではない。そのため王子号の使用は限定的だったか、あるいはこれも史書編纂の際に便宜上記しただけで、実際にはみな按司と称していた可能性も考えられる。

### 第二尚氏王統（1470年～1879年）

地方の諸按司は首里城下に住むようになった。

第二尚氏王統第三代国王・尚真王（在位1476年 - 1526年）は、中央集権化政策の一環として、各地方に住む諸按司を集めて、首里に住むように制度を改めた。按司の代わりには、按司掟（あじうっち）と呼ばれる代官を派遣して、地方の政務に当たらせることにした。この時を境にして、按司は地方豪族の首長から首里に住む都市貴族へと、その性格を変貌させたことになる。

その後、按司は、国王、王子に次ぐ身分を表す称号となっていった。しかし、当初は王子の称号はまだ用いられておらず、王の子も按司と呼ばれていたようである。戸部良煕著『大島筆記』（1762年）に、「昔は王子の名目無りしが、中山王の子弟なれば王子と称するはずなりとの、天下（公方様と聞く）よりの被仰附にて、王子と云格立たる由也」とあり、日本の将軍より中山王（琉球国王）の子弟は王子の称号を使用するように命じられたとある。この事実は、尚真王の在世当時に建てられた玉陵の碑文（1501年）に「中くすくのあんし まにきよたる（中城の按司・真仁堯樽。尚真王の第五王子、後の尚清王）と刻まれていることからも、確認できる。

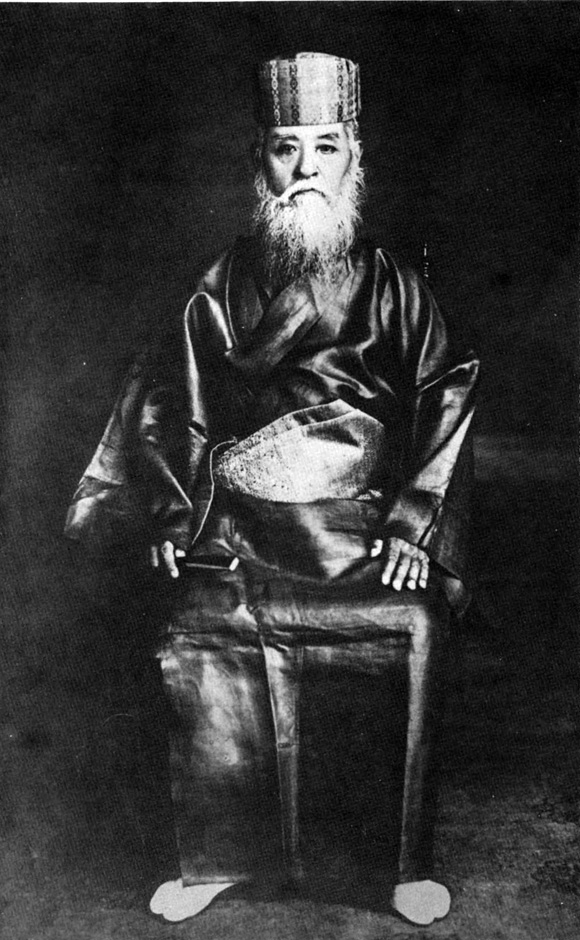
按司の正装をする義村御殿の義村朝義

時代が経るにつれて、地方豪族であった諸按司の子孫はその下の階級の親方（ウェーカタ）へと降格していき、代わって按司階級は王族が独占するようになった。王子は一代限りとし、王子や按司の長男（嗣子）が按司を継いだ。この結果、按司家は国王家の分家という位置づけになり、日本の宮家のような存在になった。王族以外で、明治まで按司の家格を保ったのは、馬氏国頭御殿だけである。これは国頭御殿三世の国頭親方正格が、尚元王が奄美大島へ遠征中に病に伏したとき、自分が王の身代わりとなるよう祈願して亡くなったという故事から、国頭御殿が臣下として破格の待遇を与えられたからである。
18世紀に入ると、程順則らによって「琉球国中山王府官制」(1706年）が制定され、九品十八階の位階制度が定められたのを皮切りに、1732年には蔡温らによって位階昇進の細目を記した「位階定」（1732年）が制定された。これによって、按司は位階の一つとして明確に位置づけられ、王子と共に九品十八階のさらに上位に位置し、最高品位の無品とされた。士族は正一品の「紫地浮織三司官」までは昇進できたが、その上の按司へは原則として陞（のぼ）ることは認められなかった。
しかし、按司の家格は一定したものではなく、歴代当主に功績が少なければ、七代で士族へと降格させられた。また、それとは逆に、按司に特別の功績があった場合には、王子位に昇格した。琉球の五偉人の一人として数えられる摂政・羽地王子朝秀などがその例である。王子や按司が住む邸宅は御殿（ウドゥン）と呼ばれ、これがそのまま王子や按司の尊称としても用いられた。例えば、今帰仁王子や本部按司は、それぞれ今帰仁御殿、本部御殿とも呼ばれた。
また、王子、按司は一間切を采地（領地）として与えられ、按司地頭と呼ばれた。同様に、按司の次の階級である親方も原則として一間切を采地として与えられ、この場合は総地頭と呼ばれた。按司地頭と総地頭を一括して、両総地頭と呼ぶ。このように王子、按司、親方は、それぞれ一間切を領する大領主であったので、琉球では大名（デーミョー）とも呼ばれた。

## 王国末期の按司家
王国末期の按司家は26家を数えた。詳細は以下の通りである。
- 小禄按司（小禄御殿）
- 読谷山按司（読谷山御殿）
- 義村按司（義村御殿）
- 与那城按司（与那城御殿）
- 豊見城按司（豊見城御殿）
- 大里按司（大里御殿）
- 浦添按司（浦添御殿）
- 玉川按司（玉川御殿）
- 国頭按司（国頭御殿）
- 大村按司（大村御殿）
- 本部按司（本部御殿）
- 美里按司（美里御殿）
- 羽地按司（羽地御殿）
- 名護按司（名護御殿）
- 金武按司（金武御殿）
- 摩文仁按司（摩文仁御殿）
- 仲里按司（仲里御殿）
- 護得久按司（護得久御殿）
- 大宜見按司（大宜見御殿）
- 具志頭按司（具志頭御殿）
- 真壁按司（真壁御殿）
- 玉城按司（玉城御殿）
- 具志川按司（具志川御殿）
- 高嶺按司（高嶺御殿）
- 久志按司（久志御殿）
- 勝連按司（勝連御殿）

## 按司の呼び方
按司は、普通その采地とする間切名を冠して呼ばれる。名護按司（采地・名護間切）、高嶺按司（采地・高嶺間切）のごとくである。間切名で呼ばれない場合もある。義村按司（采地・東風平間切）や玉川按司（采地・兼城間切）の場合がそうである。しかし、これらは例外である。
女性の場合は、接尾敬称の加那志（がなし）を付けて、某按司加那志と称した。例えば、王妃は佐敷間切を領したので、佐敷按司加那志と呼ばれた。王女の場合、未婚のときは童名を冠して、そのまま思戸金按司加那志というふうに称した。結婚する時は、王家直領たる真和志、南風原、西原の三間切から適当な地名を選んで、例えば、内間按司加那志（西原間切・内間村より）というふうに称した。嫁ぐと、既婚王女の称号である翁主（おうしゅ）をつけて、内間翁主と称した。また、王子（按司から昇格した従王子を含む）の妃も、按司加那志と呼ばれた。
按司は、家来や身分の低い者からは御前（ウメー）という敬称で呼ばれ、子供たちなど身内から按司前（アジメー）と呼ばれた。按司家を指す場合は、御殿を付けて伊江御殿というふうに呼んだのは、前述の通りである。